# St. Andreas (Alswede)

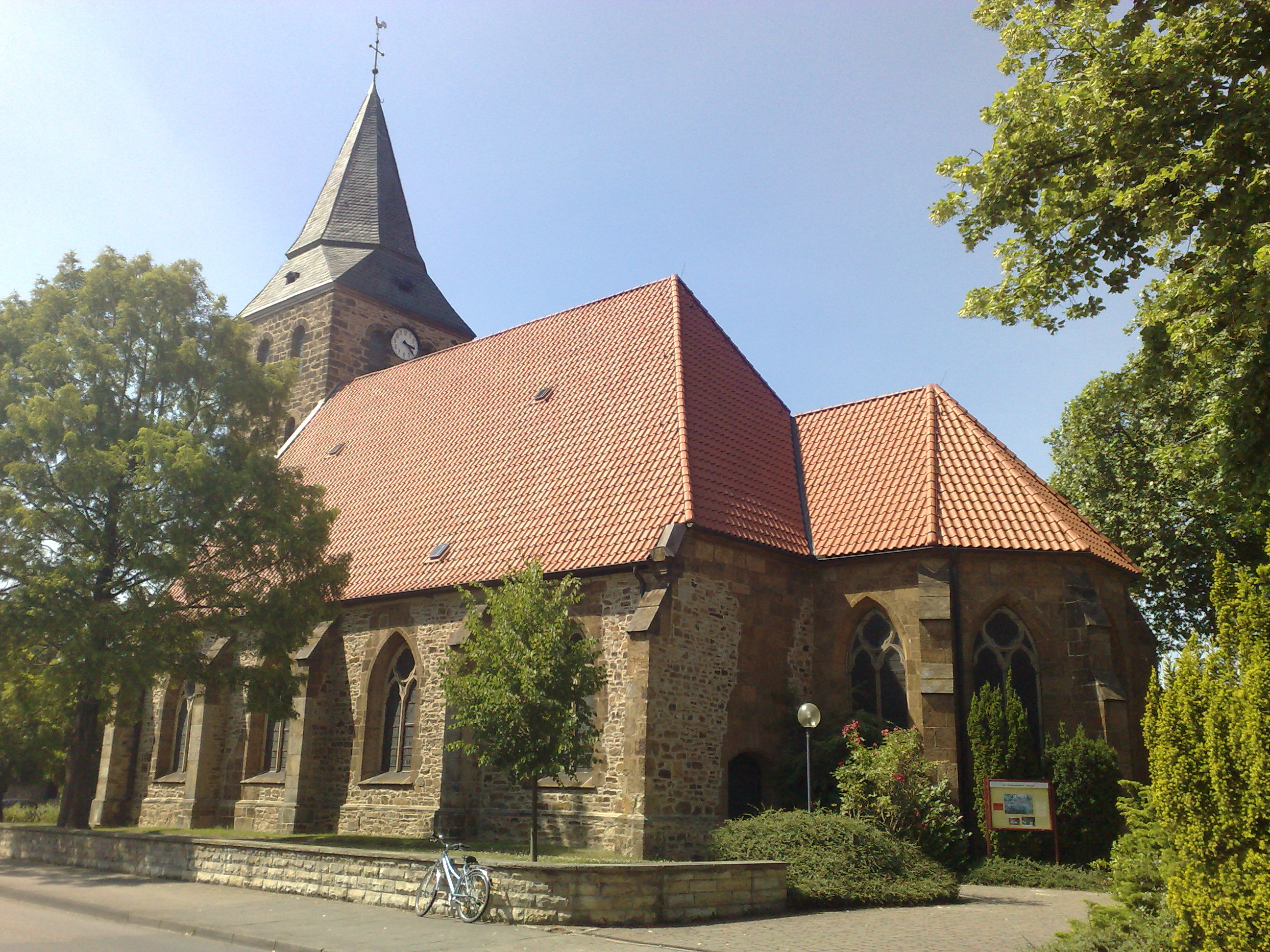
Evangelische St.-Andreas-Kirche in Alswede

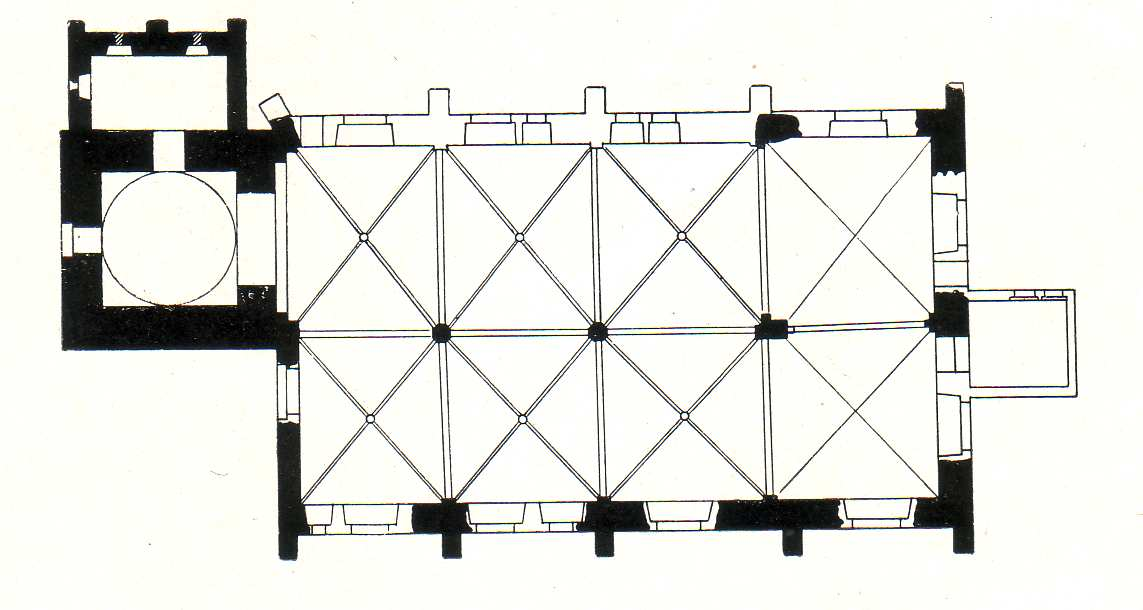
Grundriss vor der Erweiterung nach Norden

St. Andreas ist eine evangelisch-lutherische Kirche in Alswede im Kreis Minden-Lübbecke in Nordrhein-Westfalen. Strukturell gehören Kirche und Gemeinde zum Kirchenkreis Lübbecke innerhalb der Evangelischen Kirche von Westfalen. Die Ortschaften Alswede, Fabbenstedt, Fiestel, Gestringen, Hedem, Lashorst und Vehlage gehören zum Gemeindegebiet, das sich über 39,65 km² erstreckt. Die Gemeinde umfasst 4.530 Gläubige.

## Geschichte
Die Grafen von Tecklenburg gründeten im 12. Jahrhundert zunächst eine Kapelle in Alswede als Eigenkirche. Diese Kapelle wurde später durch eine größere Kirche ersetzt, dessen Steine vermutlich aus der zerstörten Mesenburg auf dem Mesenkopf stammten. Die Kirche lag im damaligen Bistum Minden.
Die erste urkundliche Erwähnung von Alswede bezieht sich auf den Tausch des Zehnten in Alswede gegen den in Nienburg unter Bischof Konrad von Minden mit dem Martinstift (21. September 1224).
1240 wurde das erste Zisterzienserinnenkloster der Grafschaft Tecklenburg in Leeden gegründet. Graf Otto I. von Tecklenburg und seine Frau Mechthild übertrugen die St.-Andreas-Kirche am 5. August 1240 an das Kloster. Damit war auch das Besetzungsrecht für den Pfarrer der Kirche verbunden. Im Jahr 1295 tauschte Graf Otto IV. von Tecklenburg mit dem Kloster das Patronatsrecht über die Kirche gegen einen Hof in Lotte.
Seit 1724 lag das Besetzungsrecht für den Prediger beim preußischen König.
1819 konnte das Pfarrhaus bezogen werden.

## Baugeschichte
Die Kirche war ursprünglich eine zweischiffige spätgotische Hallenkirche des 16. Jahrhunderts. Sie erstreckte sich über vier Joche und war gerade geschlossen. Im Osten schloss sich die Sakristei an. Der Kirchenraum ist mit Kreuzgewölben mit Rippen und Schlusssteinen, die östlichen Joche sind mit Gratgewölben überspannt. Die Joche werden von spitzbögigen Gurtbögen getrennt.
1893 wurde sie um Seitenschiff im Norden zu einer dreischiffigen Kirche erweitert. Gleichzeitig wurde im Osten eine Apsis angebaut. Ende der 1990er Jahre wurde das Ziegeldach der Kirche neu eingedeckt.
Der untere Bereich des Westturmes wurde im 13. oder 14. Jahrhundert errichtet. Die oberen Stockwerke wurden 1868 aufgesetzt.

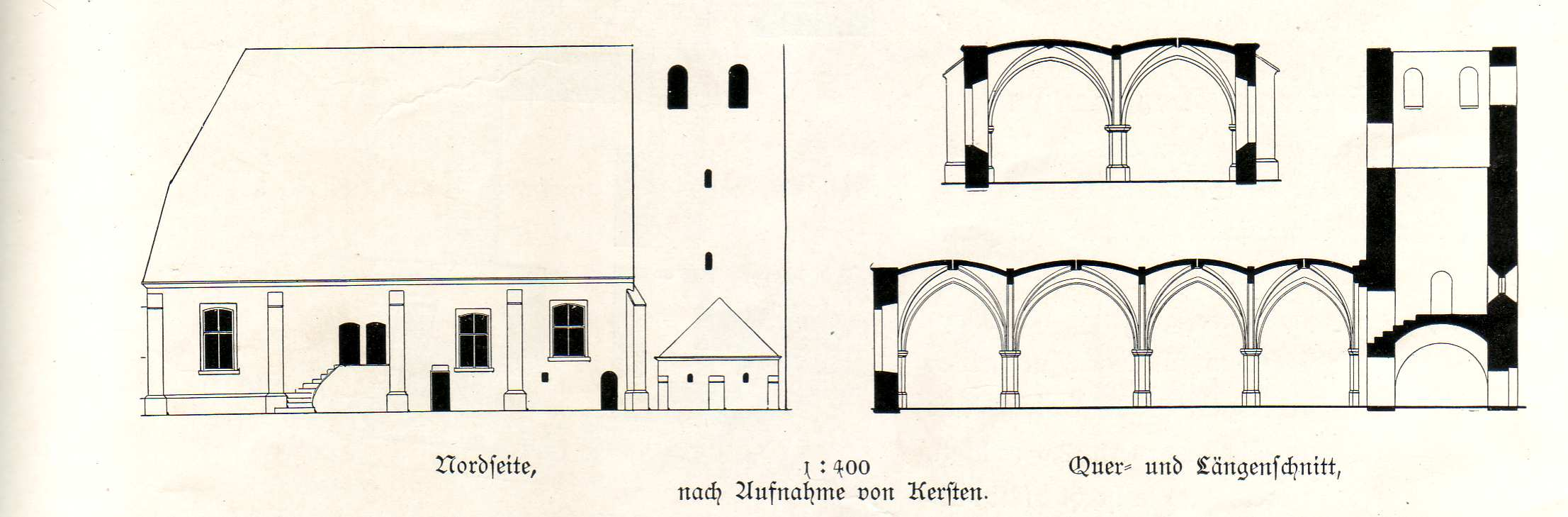
Seitenansicht, Quer- und Längsschnitt vor der Erweiterung
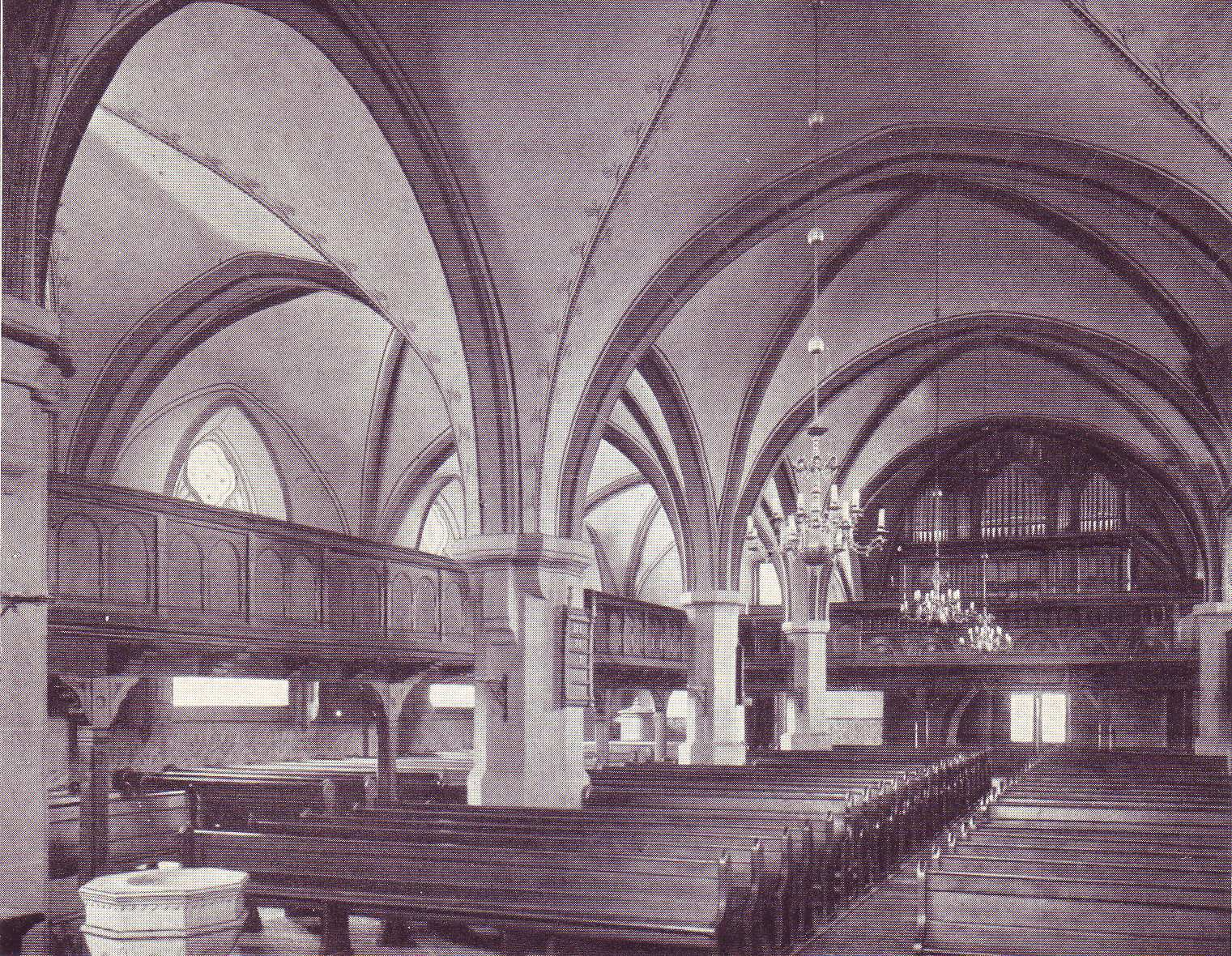
Innenraum nach Südwesten 1905

## Ausstattung
Die eingezogene Empore ist im Stil der Renaissance erbaut und mit Kerb- und Flachschnitzerei verziert. Sie trägt die Jahreszahl 1563. Die Kanzel der Kirche wurde 1573 gestiftet.
Am Gewölbe befinden sich Wappen der Adelsfamilien von Gehlen (Hollwinkel) und Mönk oder Münch (Benkhausen), die später das Patronatsrecht über die Kirche besaßen.
An der Nordseite des Turmes war ein Mausoleum der Familie von Bussche-Münch.

### Glocken
Im Kirchturm befinden sich drei Glocken. Die älteste hat einen Durchmesser von 73 cm und trägt die Inschrift
Lobet den Herren mit hellen Zimbeln lobet ihn mit wohklingenden Zimbeln,
alles was Odem hat lobet den Herren! Halleluja!
Vgl. (Psalm 150,5-6 )

## Belege
1. ↑  Quelle: Westfälisches Urkundenbuch, sechster Band, Urkunden des Bistums Minden 1201–1300

Koordinaten: 52° 20′ 12,6″ N, 8° 33′ 26,5″ O